# Noche eterna
Noche eterna é uma telenovela mexicana produzida por Fides Velasco e exibida pela Azteca entre 10 e 25 de julho de 2008.
Foi protagonizada por Andrés Palacios e Marimar Vega e antagonizada por Andrea Noli, Juan Manuel Bernal, Fabián Corres e Mariana Gajá.

## Sinopse
Escondida na escuridão está uma sociedade condenada a viver nas sombras. Alguns com sede de poder, outros com sede de vingança, poucos com sede de vida. Todos com sede de sangue.
Uma série de crimes misteriosos revela a existência de um povo que, durante séculos, viveu clandestinamente entre os humanos. É sobre o povo da lua, os vampiros.
Alheia a esta cadeia de mortes inexplicáveis está Karen, uma hematologista que vive uma rotina cheia de solidão. Quando ela sofre uma tentativa de sequestro, Dario a resgata envergonhando-se e violando a principal regra dos vampiros: nunca, por motivo algum, se associe com humanos...
No entanto, ele fará o que for preciso para encontrar uma cura que o torne humano novamente.
A partir deste momento, o segredo virá à tona enquanto um amor impossível, uma vingança sem fim e uma luta sangrenta para controlar o mundo e obter o Sangue Eterno, enfrentarão humanos e vampiros precipitando uma série de acontecimentos arrepiante. 

## Elenco
- Andrés Palacios - Darío Franco
- Marimar Vega - Karen García
- Andrea Noli - Rosana Fernández
- Mariana Gajá - Ángel
- Esteban Arbonics - Camazotz
- Fernando Becerril - Horacio Fernández
- Juan Manuel Bernal - Ariel
- Sergio Bustamante - Don Sebastián Rivero
- Leonardo Mackey - Salvador
- Fabián Corres - Pablo
- Lisset Cuevas - Ágata
- Jesús Estrada - Charlie
- Sergio Kleiner - Domingo
- Lucía Leyba - Inés